# Maiolica di Laterza

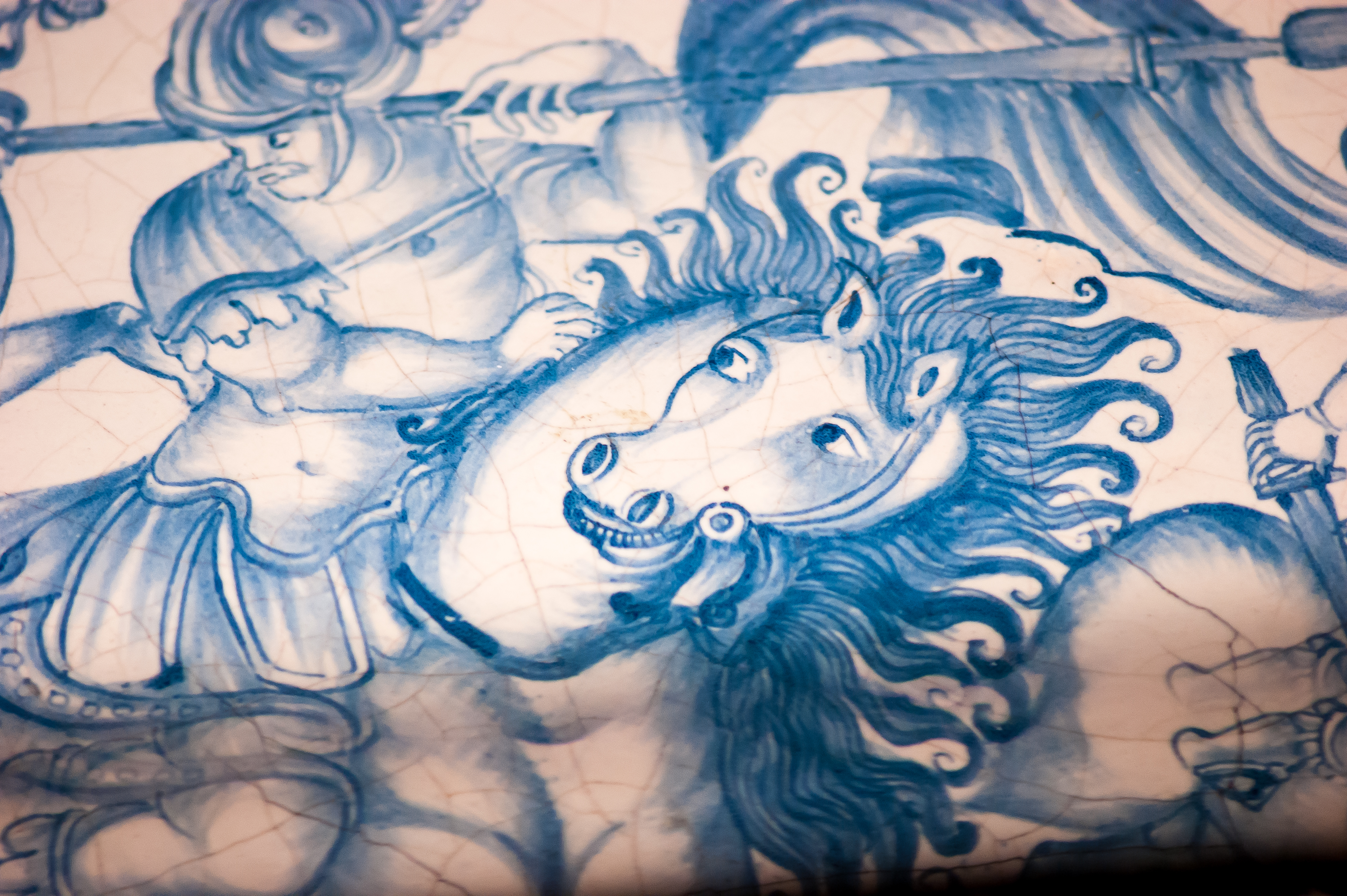
Piatto da parata conservato presso il MuMa, Museo della Maiolica di Laterza

La Maiolica di Laterza è un particolare tipo di maiolica prodotto nella città di Laterza, in Puglia, in particolare tra il secolo XVI e il XVIII.

## Storia

### Origine dell'attività ceramica
Sin dalla seconda metà del III millennio a.C. Laterza è stata un originale centro di attività figulina. Nel 1914 e 1915, furono scoperte alcune tombe di età arcaica e nei successivi anni fu rinvenuta una notevole quantità di ceramiche (acquisite nel 1926 dalla Soprintendenza Archeologica) in tombe risalenti a un periodo compreso tra il VI e il III secolo a.C.

### Apice della maiolica laertina (XVI - XVIII secolo)
Non ci sono fonti storiche relative all'attività ceramica sul territorio laertino in epoca romana e durante il medioevo, mentre diverse sono le testimonianze storiche relative al periodo successivo. Nel 1500 l'arte era fiorente, come sottolineato dallo storico Geronimo Marciano «…in Laterza si fanno pregiatissimi vasi simili a quelli di Faenza…». Nel 1684 Giovan Battista Pacichelli annota «…a Laterza con la finissima creta si fabbricano delicati e dipinti vasi…». L'apice si raggiunge nel 1600-1700, grazie al grande maestro Angelo Antonio D’Alessandro, definito uno dei protagonisti della maiolica italiana dell'età barocca. Altri maestri riconosciuti a livello nazionale sono il Gallo, il Tammorrino, il D'Aloisio, l'Andriuzzo, il Collocola (del quale in galleria è riportato una placca in maiolica conservata al Museo internazionale delle ceramiche in Faenza). Secondo il catasto onciario del 1757, a Laterza, in quel periodo, su circa 3.200 abitanti erano attive ben 45 fornaci e 48 botteghe figuline in cui operavano figuli o vasai e pittori; altre 15 ne sono state rinvenute attingendo dai rogiti notarili degli stalloni delle Confraternite del XVII e XVIII secolo.
Le maioliche dei secoli XVI, XVII e XVIII secolo sono le più significative. L'elegante stesura cromatica di Laterza presenta, fra gli altri, lo stile compendiario, sorto nel XVI secolo a Faenza e diffuso per tutto il XVII secolo, realizzato come uno schizzo, utilizzando pochi elementi e pochi colori, generalmente il blu e il giallo su fondo bianco. I Ceramisti di Laterza crearono, poi, un proprio stile istoriato definito istoriato laertino. Tale stile è caratterizzato dalla monocromia turchina su smalto bianco. Tale monocromia è realizzata con sfumature variabili che vanno dal celeste all'azzurro, al blu o meno intenso. Il giallo e il verde compaiono raramente. L'istoriato laertino preferisce rappresentare scene cavalleresche, ispirandosi a modelli iconografici tratti da incisioni del ‘500 e del ‘600 (si veda ad esempio il famoso "Mangiamaccheroni" che trova ispirazione nel tardo cinquecentesco "Mangiafagioli" di Annibale Carracci), e si rifanno a vari temi afferenti a battaglie romane, ad episodi biblici dell'antico e nuovo testamento, ad episodi mitologici ed a scene di caccia, e al filone devozionale alimentato con targhe votive e acquasantiere.

### Decadenza (XIX e XX secolo)
Nel 1800 l'arte figulina laertina è in decadenza rispetto ai secoli precedenti. Tutto ciò si evince da una relazione al governo centrale di Napoli fatta nel 1811. L'ultima tavoletta ritrovata nella chiesa Matrice di San Lorenzo risale al 1825. Nel 1856 vengono registrate a Laterza solo cinque faenzari per una produzione per lo più imitativa e ripetitiva. Alla fine dell'800 l'industria era presente a Laterza, ma produceva solo terrecotte di uso domestico. L'ultima famiglia di figuli laertini è stata la famiglia De Vietro. Essi operarono a Laterza fra il 1940 e fino alla fine degli anni ’50, nell'ultima fornace laertina, tuttora esistente, posta nell'omonima Via Fornaci. Questa era una fornace di origine medioevale, scavata nella roccia e nel tufo come altre cavità ipogee (cavità sotterranee) presenti in numero rilevante nel territorio di Laterza.

### La maiolica laertina oggi
A partire dai primi anni 2000, la produzione di maiolica laertina ha ripreso vigore: attualmente sul territorio laertino sono presenti 4 imprese artigiane, un Liceo Artistico (già Istituto Statale d'Arte), aperto nel 2001, che forma i suoi studenti all'arte della maiolica, e un museo della ceramica chiamato "Museo Civico dei Padri e della Maiolica". Nel 2017 l'associazione mesoLab ceramics, grazie a fondi regionali, recupera e riapre un'antica bottega di ceramica, che aveva cessato l'attività qualche anno prima. Una bottega attiva all'interno di una grotta del '500 (da qui il neologismo coniato per l'occasione, ovvero "grottega") presente nel centro storico di Laterza nei pressi dell'importante rione Mesola. Il laboratorio prepara la generazione di artigiani del futuro grazie anche all'uso di nuove tecnologie, come la stampa 3d che estrude l'argilla direttamente dall'ugello. Un nuovo modo di pensare all'artigianato locale non più legato solo a riproduzioni della tradizione, ma soprattutto aperto a nuove tendenze ed ai nuovi mercati nel settore del design. 
Altro impulso positivo alla ripresa delle attività relative alla maiolica si è avuto grazie all'istituzione nel 2011 del marchio Ceramica Artistica Tradizionale per la maiolica di Laterza.
Il primo dicembre nel Palazzo Marchesale di Laterza si inaugura il Muma, alla presenza del Sindaco Gianfranco Lopane e del Presidente della Regione Puglia Michele Emiliano. Il museo della maiolica laertina, apre i battenti con una mostra dedicata alla collezione Tondolo a cura dello studioso Guido Donatone. Raccolta privata di grande pregio, la collezione è molto conosciuta fra gli addetti ai lavori. A Laterza sono esposte 150 opere selezionate di varie datazioni, che rivelano predilezioni formali e metodi di lavorazione tipicamente legati alle antiche botteghe del centro tarantino.

## Marchio

Marchio CAT Laterza

La ceramica laertina è tutelata dal marchio CAT - Ceramica Artistica Tradizionale istituito nel 1997 con decreto del Ministero dell'industria, del commercio e dell'artigianato, deliberato dal Comune di Laterza durante il consiglio comunale del 29 novembre 2011 e approvato dalla Regione Puglia in data 17 luglio 2012, con il quale ha adottato il disciplinare di produzione della ceramica artistica e tradizionale e della ceramica di qualità, nonché il logo del marchio CAT.

## Musei ospitanti opere di maiolica laertina
I seguenti musei ospitano opere di maiolica laertina prodotte nel corso dei secoli:
- Austria
  - Vienna: un piatto portauova del XVII secolo al Museo di Vienna
- Francia
  - Limoges: al Museo Adrien Dubuochè
- Germania
  - Berlino: al Kunstgewerbe Museum
- Gran Bretagna
  - Cambridge: al Fitzwilliam Museum
  - Londra: una quindicina di pezzi, tra i quali molti sono del d'Alessandro, al Victoria and Albert Museum, più altri pezzi al Ridouto Museum
- Italia
  - Bari: collezioni Curci, Gallesi, Lorusso, Cipparoli
  - Bassano del Grappa: all Museo Civico
  - Cerreto Sannita: nel Museo civico e della ceramica cerretese
  - Faenza: numerosi pezzi al Museo internazionale delle ceramiche, fra i quali il famoso “mangiamaccheroni” dello Sforzesco di Milano
  - Firenze: presso la fondazione asta Sotheby's
  - Gallipoli: tre pezzi presso il Museo Civico
  - Gravina in Puglia: 30 e più pezzi presso la fondazione Pomarici Santomasi
  - Grottaglie: collezione Calò
  - Laterza: al Museo della maiolica laertina
  - Massafra: collezione Copertino
  - Matera: al Museo Ridola
  - Napoli: collezioni private presso le famiglie Parisio e Pernotti, Ruggero, Bugli, Giglio, Baratti, Prota, d'Amodio, Donatone, Carignani
  - Palermo: al Museo del Banco di Sicilia e presso la famiglia Daneu
  - Pescara: collezione Moccia
  - Roma: al Museo Fungini asta Christie's
  - Taranto: alcuni pezzi presso il Museo archeologico di Taranto; diversi altri importanti esemplari presso il Museo etnografico Alfredo Majorano
  - Torino: al Museo Civico
- Russia
  - San Pietroburgo: un piatto da parata del d'Alessandro all'Ermitage
- Altri musei: in Brasile a Rio de Janeiro, in Cile, a Cipro, in Grecia a Corfù, in Portogallo, in Spagna a Madrid.